# Pawoł Nedo
Pawoł Nedo (ur. 1 listopada 1908, zm. 24 maja 1984 w Lipsku) – folklorysta, łużycki działacz narodowy, przewodniczący Domowiny. Był radcą szkolnym.
W latach 1928-1931 odbył studia pedagogiczne na Uniwersytecie w Lipsku. Latem 1933 został mianowany doradcą okręgowym NSDAP ds. kultury serbołużyckiej. Od 1951 wykładał na Uniwersytecie Karola Marksa w Lipsku, a w 1955 obronił pracę doktorską na temat serbołużyckich opowieści ludowych. Nedo odegrał ważną rolę w założeniu Instytutu Serbołużyckiego Uniwersytetu w Lipsku w 1951 roku. W 1961 przeniósł się na uniwersytet na pełny etat, a po habilitacji na temat serbołużyckiej poezji ludowej w 1964 podjął pracę na Uniwersytecie w Berlinie. Jako folklorysta zajmował się przede wszystkim bogatą tradycją tradycyjnego stroju serbołużyckiego i folklorem językowym.